# Юссуф Сабалі
Юссуф Сабалі (фр. Youssouf Sabaly, нар. 5 березня 1993, Ле-Шене) — сенегальський та французький футболіст, захисник клубу «Бетіс» та національної збірної Сенегалу.
Виступав, зокрема, за клуби «Евіан», «Нант» та «Бордо», а також молодіжну збірну Франції. Молодіжний чемпіон світу 2013 року у складі збірної Франції.

## Клубна кар'єра
Народився 5 березня 1993 року в французькому місті Ле-Шене в родині вихідців з Сенегалу. Вихованець «Парі Сен-Жермена», але через високу конкуренцію виступав лише за дублюючий склад. 
Влітку 2013 року для отримання ігрової практики Юссуф на правах оренди перейшов в «Евіан». 10 серпня в матчі проти «Сошо» він дебютував у Лізі 1. За команду Сабалі відіграв два сезони будучи основним гравцем, після чого повернувся в ПСЖ. 
Влітку 2015 року він вдруге відправився в оренду, його новим клубом став «Нант». 13 вересня в матчі проти «Ренна» Юссуф дебютував за нову команду. 17 жовтня в поєдинку проти «Труа» він забив свій перший гол на професійному рівні.
Влітку 2016 року Сабали на правах оренди приєднався до «Бордо». 13 серпня в матчі проти «Сент-Етьєна» він дебютував за «жирондистів». 30 червня 2017 року підписав з клубом повноцінний контракт на 5 років. Станом на 24 грудня 2019 року відіграв за команду з Бордо 92 матчі в національному чемпіонаті.

## Виступи за збірні
2009 року дебютував у складі юнацької збірної Франції, взяв участь у 19 іграх на юнацькому рівні, відзначившись одним забитим голом.
З 2012 року залучався до складу молодіжної збірної Франції. В 2013 році в складі збірної до 20 років став переможцем молодіжного чемпіонату світу у Туреччині . На турнірі він зіграв в одному матчі проти Іспанії. Всього на молодіжному рівні зіграв у 7 офіційних матчах.
У 2017 році отримав виклик від Федерації футболу Сенегалу і вирішив виступати за національну команду своєї історичної батьківщини. 10 листопада в відбірковому матчі до чемпіонату світу 2018 року проти збірної ПАР він дебютував за збірну Сенегалу (2:0). В підсумку Сенегал вперше за останні 16 років зумів кваліфікуватися на чемпіонат світу 2018 року у Росії, куди Сабалі також поїхав.

## Статистика виступів

### Статистика клубних виступів
| Сезон             | Команда           | Чемпіонат         | Чемпіонат | Чемпіонат | Національний кубок | Національний кубок | Національний кубок | Континентальні кубки | Континентальні кубки | Континентальні кубки | Інші змагання | Інші змагання | Інші змагання | Усього | Усього |
| Сезон             | Команда           | Ліга              | Ігор      | Голів     | Ліга               | Ігор               | Голів              | Ліга                 | Ігор                 | Голів                | Ліга          | Ігор          | Голів         | Ігор   | Голів  |
| ----------------- | ----------------- | ----------------- | --------- | --------- | ------------------ | ------------------ | ------------------ | -------------------- | -------------------- | -------------------- | ------------- | ------------- | ------------- | ------ | ------ |
| 2013–14           | «Евіан»           | Л1                | 36        | 0         | КФ+КЛ              | 0+3                | 0+0                | -                    | -                    | -                    | -             | -             | -             | 39     | 0      |
| 2014–15           | «Евіан»           | Л1                | 29        | 0         | КФ+КЛ              | 2+1                | 0+0                | -                    | -                    | -                    | -             | -             | -             | 32     | 0      |
| Усього за «Евіан» | Усього за «Евіан» | Усього за «Евіан» | 65        | 0         |                    | 6                  | 0                  |                      | 0                    | 0                    |               | 0             | 0             | 71     | 0      |
| сер. 2015         | «Парі Сен-Жермен» | Л1                | 0         | 0         | КФ+КЛ              | -                  | -                  | ЛЧ                   | -                    | -                    | СФ            | -             | -             | 0      | 0      |
| вер. 2015–16      | «Нант»            | Л1                | 28        | 2         | КФ+КЛ              | 1+1                | 0+0                | -                    | -                    | -                    | -             | -             | -             | 30     | 2      |
| 2016–17           | «Бордо»           | Л1                | 30        | 0         | КФ+КЛ              | 1+2                | 0+0                | -                    | -                    | -                    | -             | -             | -             | 33     | 0      |
| 2017–18           | «Бордо»           | Л1                | 35        | 0         | КФ+КЛ              | 1+1                | 0+0                | ЛЄ                   | 2                    | 0                    | -             | -             | -             | 39     | 0      |
| 2018–19           | «Бордо»           | Л1                | 23        | 0         | КФ+КЛ              | 1+3                | 0+0                | ЛЄ                   | 4                    | 0                    | -             | -             | -             | 31     | 0      |
| Усього за «Бордо» | Усього за «Бордо» | Усього за «Бордо» | 88        | 0         |                    | 9                  | 0                  |                      | 6                    | 0                    |               | 0             | 0             | 103    | 0      |
| Усього за кар'єру | Усього за кар'єру | Усього за кар'єру | 181       | 2         |                    | 17                 | 0                  |                      | 6                    | 0                    |               | 0             | 0             | 206    | 2      |

## Титули і досягнення
- Володар Кубка Іспанії (1):

«Реал Бетіс»: 2022
- Чемпіон світу (U-20): 2013
- Срібний призер Кубка африканських націй: 2019